# Nowy Dwór (powiat de Sokółka)
Pour les articles homonymes, voir Nowy Dwór.
Nowy Dwór est un village polonais de la voïvodie de Podlachie et du powiat de Sokółka.